# تسرب إيكسون فالديز النفطي

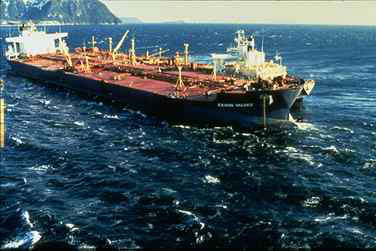

تسرب نفط إكسون فالديز  (بالإنجليزية : Exxon Valdez oil spill) لقد دمر تسرب نفط إكسون فالديز الذي حدث عام 1989 شاطئ المحيط بمضيق الأمير ويليام، مما أدى إلى تقليص عدد الكائنات البحرية. وبناء على ذلك، واجهت الصناعات السمكية في هذه المنطقة انخفاضاً حاداً في صيد الأسماك والإيرادات. وبالشعور بأنه لم يتم دراسة أثر هذا التسرب بشكل كافي، أبحر مجموعة من الصيادين قبالة مضيق فالديز للبدأ في عمل حصار يوم 20 أغسطس عام 1993. وبينما كان يجب مرور الناقلات عبر مضيق فالديز لكي تدخل إلى الميناء، تم التصدي لسبعة ناقلات في هذا الحصار الذي استمر لمدة ثلاثة أيام.
وبسبب استمرار ضخ النفط عبر شبكة خطوط أنابيب ألاسكا وإبقاء ناقلات بعيدة عن الشاطئ، فإن صهاريج التخزين في فالديز سوف تفيض وتتجاوز حد الملأ في وقت قريب. ومع احتمال انقطاع التزود بالنفط للحيلولة دون هذا التجاوز في الملأ وأيضاً بسبب مواجهة مشكلة الخسارة المتنامية في الأرباح، جاءت الحكومة لحل وتسوية هذا الحصار. وتم إلغاء هذا الحصار بعد أن وعد وزير الداخلية بروس بابيت (بالإنجليزية : Bruce Babbitt) بإنفاق خمسة ملايين دولار من أموال ترميم أثر التسرب النفطي إكسون فالديز على دراسات توسعية في مجال النظام البيئي.
وقد بدأ إجراء دراسات شاملة لآثار التسرب على النظام البيئي حول مضيق الأمير ويليام في السنة التالية.

## جريجوري كوسينس
جريجوري كوسينس (Gregory Cousins ) (ولد عام 1964) ، في مدينة تامبا ، بولاية فلوريدا ، حيث كان الضابط الثالث وقت حدوث التسرب النفطي إكسون فالديز . وكان هو المتصدر للسيطرة على السفينة ، ولكنه فشل في مناورة إدخالها في الممر المطلوب وذلك عندما إصطدم بسلسلة الصخور القريبة من سطح الماء «بليج» في مضيق الأمير ويليام .
ولقد حاز كوسينس على رخصة خفر السواحل لقيادة السفينة في معظم أنواع المسطحات المائية ، ولكن لم تكن لديه الموافقة الخاصة المطلوبة لعبور مضيق الأمير ويليام .
وعلى الرغم من إستدعائه في المحكمة ، إلا أنه قد تم تبرئته من التهم الموجهة إليه .

## سياتل سفن
سياتل سفن (Seattle Seven) هي عبارة عن مجموعة شركات عددها سبعة تختص بالمأكولات البحرية وتقع في مدينة سياتل ، حيث عرفت بتفاوضها على إتفاق سري مع شركة إكسون عام 1991 ، فيما يتعلق بالتعويضات الجزائية الناجمة عن التسرب النفطي إكسون فالديز. وسيتم دفع للشركات التالية ، مصايد أسماك ألوشيان دراجون ADF المأكولات البحرية المثلجة ، شركة معالجة المأكولات البحرية للساحل الشمالي ، شركة معالجة شمال المحيط الهادي ، شركة الأطعمة البحرية شمال المحيط ، شركة المأكولات البحرية ترايدنت ، شركة أقسام التعبئة كوف . مبلغ قدره 63.75 مليون دولار ، وذلك في حالة ما إذا خسرت شركة إكسون الدعوة المدنية وإلا سوف يقوموا بسداد لإكسون كل حصتهم المالية والتي تبلغ حوالي 750 مليون دولار .